# Carol Alt
Carol Ann Alt (Flushing (Estado de Nueva York), 1 de diciembre de 1960) es una modelo y actriz estadounidense.

## Biografía

### Primeros años
Carol Alt nació en Flushing, New York. Hija de Muriel, una modelo y empleada de aerolíneas y Anthony Alt, un jefe de bomberos. Cuando tenía 18 años, decidió intentar entrar en el mundo del modelaje como un trabajo de verano para financiar sus estudios universitarios. Alt es de ascendencia alemana, belga e irlandesa.

### Carrera

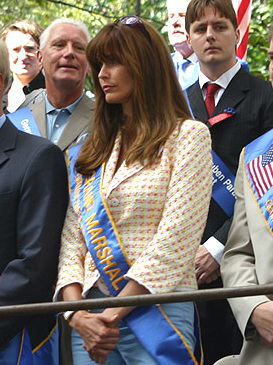
Carol Alt en el año 2006.

Su ingreso al mundo del modelaje fue en 1980, cuando apareció en la portada de la revista Harper's Bazaar. Pero obtuvo fama real en 1982, cuando fue portada de Sports Illustrated Swimsuit Issue. En el resto de los años 80, apareció en más de 500 portadas de revistas, convirtiéndose en una de las mejores modelos de la era. Durante el período de su gran popularidad, fue rostro de campañas como Diet Pepsi, General Motors, Cover Girl Cosmetics, Noxema, Hanes y muchos otros. Fue la primera modelo en producir sus propios pósters y calendarios. Cuando los 80 llegaban a su fin, decidió entrar en la industria de la actuación.
Desde 1986, Alt ha actuado en numerosas películas, muchas de ellas italianas. En 1999 interpretó a "Karen Oldham" en la versión de Peter Benchley de Amazon. En 2001 obtuvo el papel principal para la película canadiense Snake Head Terror. También ha interpretado papeles menores, incluyendo en la serie de TV, Wings. y usando su voz en un episodio de King of the Hill.
Actualmente ha vuelto al mundo del modelaje y a hacer proyectos, incluidos la línea de cuidado de la piel "Le Mirador" e infomerciales. Ha escrito dos libros sobre como llevar una dieta balanceada a base de alimentos crudos. Fue portada de la revista Traveling Girl en los años 2004 y 2008. Luego de negarse rotundamente en reiteradas ocasiones a posar desnuda para la revista Playboy, Alt apareció en la portada en diciembre de 2008... Luego quedó en #5 posición de las 10 mejores modelos de todos los tiempos, según AskMen.com, detrás de Kathy Ireland, Christie Brinkley, Gisele Bündchen y Cindy Crawford, en primera posición.
En 2007, Alt actuó en la serie de TV Caterina e le sue figlie 2 y en la película Piper, ambas emitidas por el canal italiano Canale 5.
En 2008 Carol Alt participó en el reality show El Aprendiz: Celebridades, dónde 14 celerbiades competían por donar dinero a una fundación de caridad. Carol competía por Tony Alt Memorial Foundation Archivado el 26 de noviembre de 2020 en Wayback Machine., una fundación creada por su hermano que ayuda a loa adultos a terminar sus estudios. Alt obtuvo el tercer lugar del show, logrando recaudar US$40,000 para la fundación de su hermano. Luego fue llamada en la última prueba del reality para ayudar al Editor Piers Morgan a ganar, quién finalmente terminó haciéndolo.
En 2009, Carol participó en la versión italiana de Dancing with the Stars, emitida por Rai Uno. Luego, actuó en el spin-off de la película Piper que realizó en 2007, llamada Piper, La Serie.

## Vida personal
Alt estuvo casada con el entrenador de los New York Rangers, Ron Greschner en la Iglesia católica de St. Aidan, en Williston Park, Nueva York, en 1983. Se divorciaron en 1996. En noviembre de 2008, Alt demandó a su exmarido, reclamando que él no dividió bien los bienes que tenían cuando aún estaban casados.
Actualmente, Alt se encuentra en una relación sentimental con el jugador de hockey sobre hielo ruso, Alexei Yashin, que es trece años menor que ella. En una entrevista de 2006 realizada por ESPN al jugador dijo que no estaban casados, pero que tenían una muy buena relación.

## Películas
- I miei primi quarant'anni (1987)
- Bye Bye Baby (1988)
- Vía Montenapoleone (1986)
- I miei primi quarant'anni (1987)
- La più bella del reame (1989)
- Mortacci (1989)
- Donna d'onore (1990)
- Un piede in paradiso (1991)
- Miliardi (1991)
- Más allá de la justicia (1991)
- Anni 90 - Parte II (1993)
- Foso de acero (1994)
- Private Parts (1997)
- Amazon (serie de televisión) (1999)
- Snakehead Terror (2004)
- Piper (2007)
- Caterina e le sue figlie 2 (2007)